# 舌齒深海珠目魚
舌齒深海珠目鱼（学名：Benthalbella linguidens）为珠目鱼科深海珠目鱼属的鱼类，俗名深珠鱼。分布于西北、东北和南太平洋以及南海等海域，深度10-2294公尺，體長可達7.8公分，棲息在中層水域，生活習性不明。